# Passa-Vinte
Passa Vinte es un municipio brasilero del estado de Minas Gerais. Su población estimada en 2008 era de 2.136 habitantes.
Su economía se basa en la agronomía, concentrando la producción agrícola en el maíz (con casi el 80% del total); en la ganadería produce ganado lechero. El comercio es incipiente y está adaptado a las necesidades de la ciudad, que posee tres hoteles para atender la demanda turística.
El municipio se subdivide en el distrito-sede y el de Carlos Euller, que dista cerca de 13 km del centro de la ciudad.